# Jamaicaanse stormvogel
De Jamaicaanse stormvogel (Pterodroma caribbaea) is een vogel uit de familie van de stormvogels en pijlstormvogels (Procellariidae). Het is een ernstig bedreigde, mogelijk uitgestorven, endemische vogelsoort van Jamaica.

## Kenmerken
De vogel is 40 cm lang en lijkt sterk op de zwartkapstormvogel (P. hasitata), maar heeft een kleinere snavel. Deze vogel heeft ook een witte stuit, maar de afgrenzing tussen het wit op de stuit en op de bovenstaartdekveren is vaag en loopt hoefijzervormig terwijl bij de zwartkapstormvogel deze overgang recht en duidelijk afgegrensd is.

## Verspreiding en leefgebied
Deze stormvogel was rond 1850 nog talrijk, maar daarna nam het aantal snel af. De laatste bevestigde waarnemingen dateren uit 1879. Het enige broedgeval werd waargenomen in  een berggebied (de Blue and John Crow Mountains) in het oosten van het eiland Jamaica. Daar broedde de vogel in een holte in de grond, onder een boom in montaan gebied boven de 1000 m boven zeeniveau.

## Status
Speciaal onderzoek naar de mogelijkheid dat deze lastig te herkennen en te lokaliseren vogelsoort nog bestaat werd in 2000 en in 2009 uitgevoerd, onder andere door de Israëlische ornitholoog Hadoram Shirihai binnen het Tubenoses Project, maar zonder succes. Uit voorzorg wordt de vogel nog niet als uitgestorven beschouwd maar als ernstig bedreigd (kritiek). Voornaamste bedreigingen vormen de zwarte ratten en mangoesten die op het eiland zijn ingevoerd en de nesten van deze zeevogels beroven.  Om deze redenen staat deze soort  op de Rode Lijst van de IUCN.